# Klaire fait Grr
Klaire fait Grr (prononcé « Klaire fait greu ») est une humoriste, chroniqueuse, podcasteuse et autrice française née en 1985 dans les Hauts-de-Seine.

## Biographie
Klaire fait Grr naît en 1985 dans les Hauts-de-Seine.
À partir de 2008-2009, elle tient un blog où elle traite de façon décalée et illustrée de l'actualité politique française,.
En 2011, elle rejoint comme chroniqueuse l'équipe du Grand Webzé puis avec la même équipe Le Vinvinteur sur France 5.
En 2013, elle réalise des chroniques illustrées sur l'actualité pour Rue89 puis tient une chronique dessinée dans le magazine NEON, jusqu'au rachat par le Groupe Vivendi en 2021.
Elle a également été chroniqueuse sur le site Arrêt sur Images en 2016. Elle a écrit plusieurs livres humoristiques publiés aux Éditions Jungle, notamment pour dénoncer la dictature de l'épilation en 2014.
De 2014 à 2017, elle écrit et interprète la voix-off de la websérie Dans ton flux diffusée sur Youtube par France Télévisions.
En 2017, à la demande de l'équipe d'Arte radio, elle écrit et interprète une série de chroniques autour de la campagne présidentielle française intitulée Casser la voix et sa première fiction radio, Mon Prince viendra remporte le prix Italia 2018 ainsi que le prix SACD du podcast de fiction 2018 au Paris Podcast Festival,. En 2021, elle est également lauréate du prix Europa catégorie « meilleure fiction radio », pour Godcast, le podcast de Dieu réalisé par Arnaud Forest pour Arte radio.
En septembre 2017, elle interprète Chattologie, un seule-en-scène de Louise Mey sur les menstruations au Frames Festival pour une représentation unique. Elle reprend finalement le spectacle pour plus d'une centaine de représentations à la Comédie des 3 bornes à Paris puis au Café de la Gare avant de passer le relais à Alice Bié. À la suite de ce spectacle, en 2021, Louise Mey et Claire fait Grr publient l'ouvrage Chattologie : un essai menstruel avec des dessins dedans.
En 2019, elle s'engage en faveur du don de gamètes et réalise le documentaire sonore Plaisir d'offrir  pour Arte Radio sur le processus de don d'ovocytes qu'elle a réalisé, et se déclare à cette occasion en faveur de l'extension de la PMA aux couples de femmes.
À partir de 2021, elle interprète un spectacle de ses « chansons-pas-chantées » à l'humour féministe engagé. Rossana Di Vincenzo la qualifie d'« Anne Sylvestre nouvelle génération » dans Télérama.

### Politique
En 2013, elle teste toutes les plateformes de téléchargement légal proposées par Hadopi sous le label PUR et publie le résultat sur son blog. Elle y dénonce la pauvreté de l’offre légale couverte par le label, et son message est relayé à l'Assemblée nationale par la députée écologiste Isabelle Attard,,.
En 2015, alors que Marion Maréchal-Le Pen, candidate en lice aux élections régionales de la Provence-Alpes-Côte d'Azur promet de couper les subventions du Planning familial si elle est élue, Klaire fait Grr prend la défense de l'association et de l'accès à l'IVG dans une vidéo très critique publiée sur les réseaux sociaux. Elle reçoit de nombreuses insultes anti-IVG qu'elle compile dans un livret vendu au profit du Planning familial avec l'aide de la maison d'édition La Ville brûle. Les ventes du livret permettent de verser plus de 14 000 € au Planning familial.
En 2017, son spectacle Chattologie écrit par Louise Mey propose un tarif réduit ouvert sans justificatif de revenus intitulé « tarif Laurent Wauquiez » en pied-de-nez aux déclarations de celui-ci sur « l'assistanat ».
À l'occasion de son podcast Tu dors ? produit par Binge Audio en 2023, les journalistes Mouna El Mokhtari et Clara Rosello du Monde estiment qu'elle parvient à constituer l’anxiété en sujet politique. Klaire fait Grr déclare que « brandir sans arrêt la fainéantise comme un épouvantail à moineaux est un discours irresponsable au regard de l’épuisement général de notre santé mentale ».

## Publications

### Récit
- La fin des coquillettes, Binge Audio Editions, 2023[27]

### Féminisme
- Chattologie : un essai menstruel avec des dessins dedans. Hachette, 2021. Co-écrit avec Louise Mey, d'après le spectacle éponyme de Louise Mey.
- Survivre au sexisme ordinaire (collectif). Librio, 2021[28]
- T'as tes règles ou quoi dans Colère. Deuxième Page, 2020[29]

### Humour
- Au Poil ! (Comment s'épiler avec un ouvre-boîte et un reste de vin de blanc ?), Éditions Jungle, 2015 [présentation en ligne]
- Le Journal intime de Dieu, Éditions Jungle, 2015. Illustrations de Pauline Roland[30]
- Le Cahier d'inactivités de Noël , Éditions Jungle, 2015. Illustrations de Blaise Jacob[31]

### Recueil
- Dans ton com', La Ville brûle, 2016[32].Au profit du Planning familial.

## Radio
- Casser la voix, ARTE Radio. 2017. Réalisation : Arnaud Forest et Samuel Hirsch[33]
- Mycose The Night, ARTE Radio. 2017-2018. Avec Elodie Font. Réalisation : Arnaud Forest et Samuel Hirsch[34]
- Mon Prince à la mer, ARTE Radio. Série de fiction. 2018. Réalisation : Arnaud Forest[35]
- Mon Prince viendra, ARTE Radio. Réalisation : Arnaud Forest[36]
- Plaisir d’offrir, ARTE Radio. Avril 2019. Comédie documentaire. Réalisation : Samuel Hirsch et Klaire fait Grr[37]
- Demain : j'arrête, France Culture. Réalisation : Laurence Courtois[38]
- Godcast, le podcast de Dieu, ARTE Radio 2020. Réalisation : Arnaud Forest[14]
- Renaud de toi, ARTE Radio 2020. Réalisation : Charlie Marcelet[39]
- Troll 50, ARTE RADIO. Série de fiction. Réalisation : Arnaud Forest[40]
- Tu dors ?, Binge Audio 2023. Réalisation : Paul Bertiaux[1]

## Spectacles
- Chattologie de Louise Mey. Mise en scène : Karim Tougui. À la Comédie des 3 Bornes en 2017 et 2018. Au Festival Off d'Avignon 2018. Au Café de la Gare à Paris en 2018-2019[41].
- Le Temps des sardines, de Klaire fait Grr. Musique : Odile Huleux. Mise en scène : Karim Tougui. À la Comédie des 3 bornes en 2021, 2022 et 2023[18].

## Webséries
- Dans ton flux, France Télévision sur YouTube[9], scénario et voix-off.

## Prix et récompenses
- Grand prix du salon de la Radio 2019[42] -  Radio 2.0 - Mon prince viendra (Arnaud Forest / ARTE Radio)
- Prix Italia 2020 - Best Drama - Mon prince viendra (Arnaud Forest / ARTE Radio)
- Prix SACD 2020 - Fiction radio - Mon prince viendra (Arnaud Forest / ARTE Radio)[43]
- Phonurgia Nova Awards 2021-  Mention spéciale pour Godcast : le podcast de Dieu. (Arnaud Forest / ARTE Radio)
- Prix Europa 2021 - Best Drama - Godcast : le podcast de Dieu. (Arnaud Forest / ARTE Radio)[14]
- Prix SACD Radio 2023[44].

### Entretiens
- Rossana di Vincenzo et Klaire fait Grr, « Klaire fait Grr : “Dire ‘bite’ à un repas de famille ça passe, mais ‘chatte’, ça reste un combat” », sur Télérama, 1er février 2018